# Burmargiolestes laidlawi
Burmargiolestes laidlawi е вид водно конче от семейство Megapodagrionidae.

## Разпространение и местообитание
Видът е разпространен в Индия (Западна Бенгалия, Манипур и Сиким).
Обитава сладководни басейни и потоци.